# Grand Prix automobile de Nice
Le Grand Prix automobile de Nice est une course automobile créée en 1932 et disparue en 1947. Elle se déroulait sur le front de mer niçois, passant sur la promenade des Anglais et dans le jardin Albert-Ier. Après-Guerre, le circuit fut étendu jusqu'au quai des États-Unis.
Ce Grand Prix était organisé par l'Automobile Club de Nice.

## Palmarès
| Année     | Vainqueur       | Voiture         | Circuit   | Résultats |
| --------- | --------------- | --------------- | --------- | --------- |
| 1932      | Louis Chiron    | Bugatti Type 51 | Nice      | Résultats |
| 1933      | Tazio Nuvolari  | Maserati 8CM    | Nice      | Résultats |
| 1934      | Achille Varzi   | Alfa Romeo P3   | Nice      | Résultats |
| 1935      | Tazio Nuvolari  | Alfa Romeo P3   | Nice      | Résultats |
| 1936–1945 | Non couru       | Non couru       | Non couru | Non couru |
| 1946      | Luigi Villoresi | Maserati 4CL    | Nice      | Résultats |
| 1947      | Luigi Villoresi | Maserati 4CL    | Nice      | Résultats |

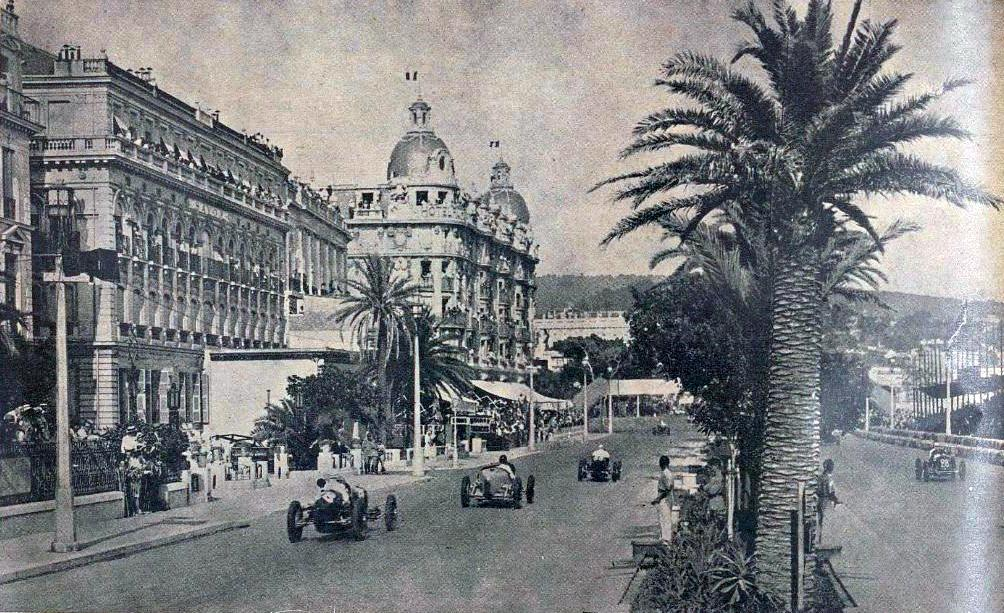
Le Grand Prix...
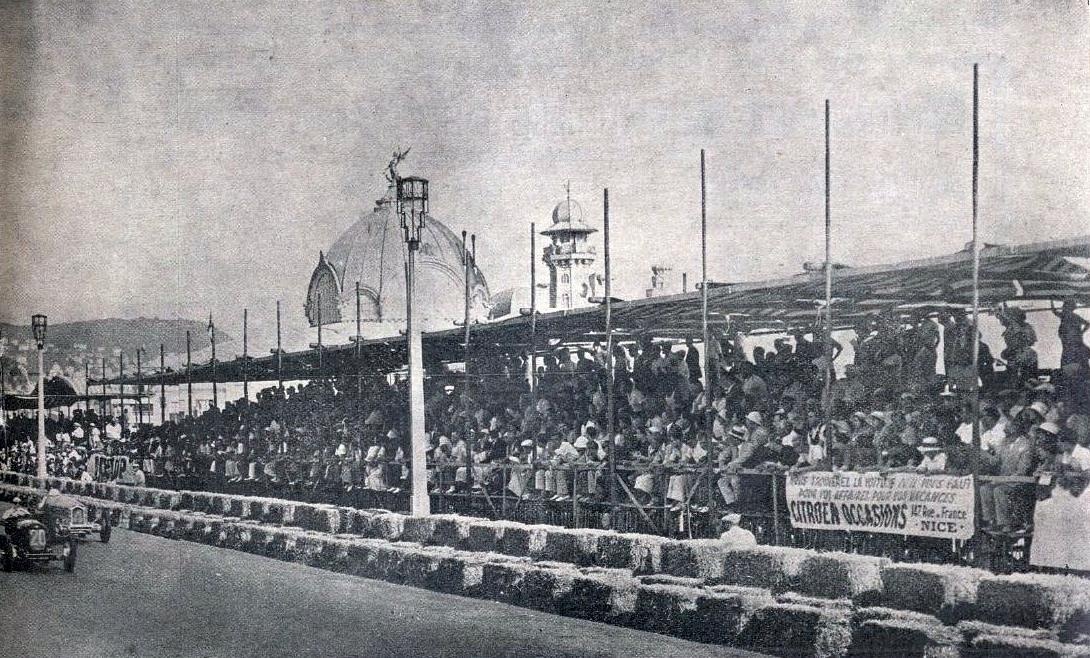
...sur la promenade des Anglais (1934).

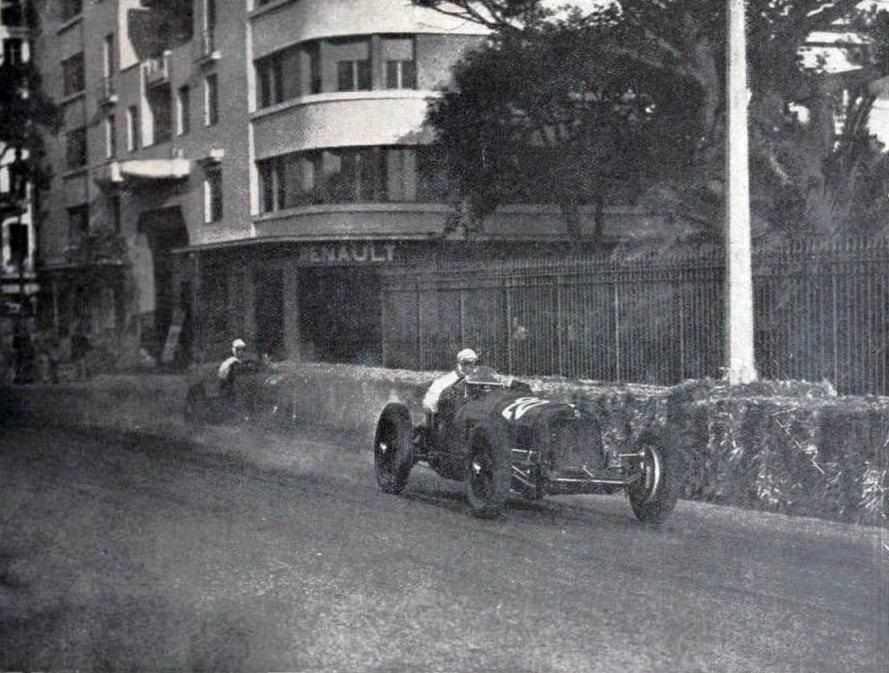
Un passage des concurrents devant le forum (1934).
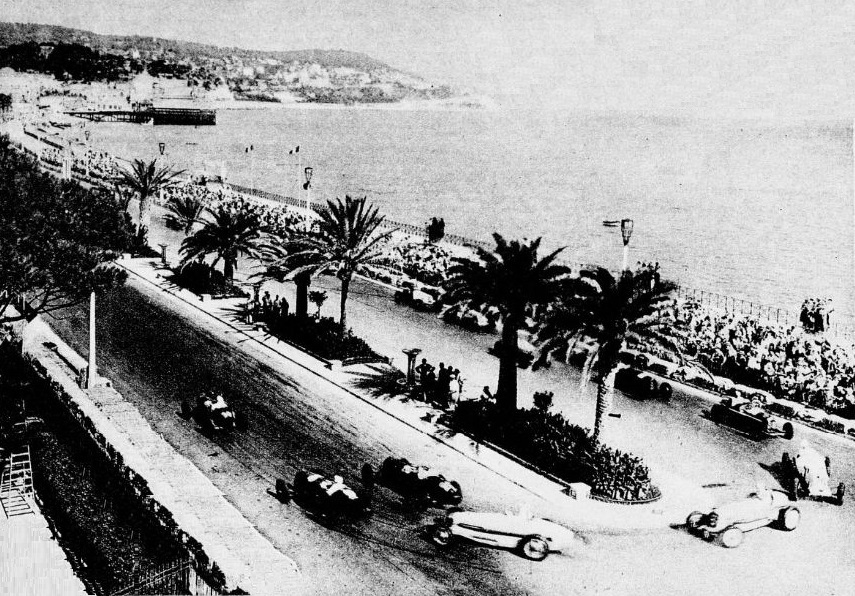
Le Grand prix automobile de Nice 1935.
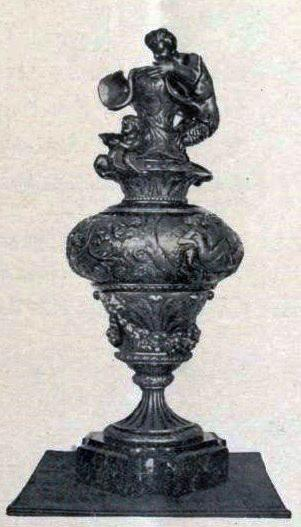
La Coupe Drago du Grand Prix de Nice 1933.
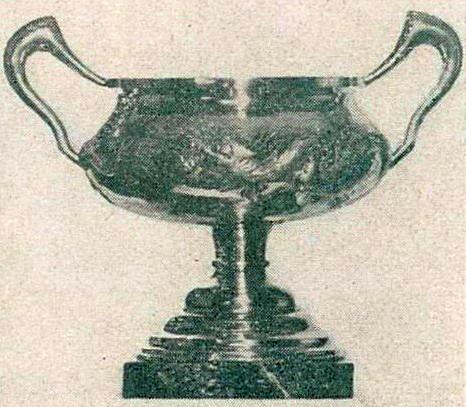
La Coupe Drago du Grand Prix de Nice 1934.